# Відкритий чемпіонат Австралії з тенісу 2000
Відкритий чемпіонат Австралії з тенісу 2000 — тенісний турнір, що проходив між 17 січня та 30 січня 2000 року на кортах Мельбурн-Парку в Мельбурні, Австралія. Це — 88-ий чемпіонат Австралії з тенісу і перший турнір Великого шолома в 2000 році. Турнір входив до програм ATP та WTA турів.

## Події
Минулорічні чемпіони в одиночній грі, Євген Кафельніков та Мартіна Хінгіс, не зуміли захистити своїх титулів, програвши у фіналах. 
Для Андре Агассі ця перемога стала другою із чотирьох в Австралії, а загалом 6-им титулом турнірів Великого шолома. 
Перемога Лінзі Девенпорт стала для неї третім та останнім мейджором, але чемпіонат Австралії вона виграла вперше.

## Результати фінальних матчів

### Дорослі
| Одиночний розряд. Чоловіки |                                     |                           |
| Андре Агассі               | Євген Кафельніков                   | 3–6, 6–3, 6–2, 6–4        |
|                            |                                     |                           |
| Одиночний розряд. Жінки    |                                     |                           |
| Ліндсі Девенпорт           | Мартіна Хінгіс                      | 6–1, 7–5                  |
|                            |                                     |                           |
| Парний розряд. Чоловіки    |                                     |                           |
| Елліс Феррейра Рік Ліч     | Вейн Блек Ендрю Крацманн            | 6–4, 3–6, 6–3, 3–6, 18–16 |
|                            |                                     |                           |
| Парний розряд. Жінки       |                                     |                           |
| Ліза Реймонд Ренне Стаббс  | Мартіна Хінгіс Марі П'єрс           | 6–4, 5–7, 6–4             |
|                            |                                     |                           |
| Мікст                      |                                     |                           |
| Ренне Стаббс Джаред Палмер | Аранча Санчес Вікаріо Тодд Вудбрідж | 7–5, 7–6(7–3)             |
|                            |                                     |                           |

### Юніори
| Одиночний розряд. Хлопці    |                             |                |
| Енді Роддік                 | Маріо Анчич                 | 7–6(7–2), 6–3  |
|                             |                             |                |
| Одиночний розряд. Дівчата   |                             |                |
| Аніко Капрош                | Марія Хосе Мартінес Санчес  | 6–2, 3–6, 6–2  |
|                             |                             |                |
| Парний розряд. Хлопці       |                             |                |
| Ніколя Маю Томмі Робредо    | Трес Девіс Енді Роддік      | 6–2, 5–7, 11–9 |
|                             |                             |                |
| Парний розряд. Дівчата      |                             |                |
| Аніко Капрош Крістіна Вілер | Лорен Барніков Ерін Бердетт | 6–3, 6–4       |
|                             |                             |                |